# Перебродівський заказник
Перебро́дівський зака́зник — загальнозоологічний заказник державного значення в Україні. Розташований у Сарненському районі Рівненської області, на схід від села Переброди і на північ від села Старе Село. 
До заказника увійшли такі території:  
1. Дубровицький лісгоспзаг, Будимлянське лісництво, кв. 10-12,16-18,22-24,28-30,33-35,38-40,41-44 (2026 га), Перебродівське лісництво, кв. 22-28,34-40,46-52,57-64,67-74,79-86,89-96,105-111 (6776 га). 
2. Радгосп "Жаденський".
1. Рокитнівський лісгопзаг, Старосільське лісництво, кв. 1-33,57-61 (4066 га). 
2. Радгосп "Старосільський" (1875 га)
Площа 16530 га. Створений 1983 року. 
Територія заказника охоплює частину болотного масиву Переброди. Зростає ряд реліктових видів рослин: осока дводомна, шейхцерія болотна, верба чорнична. Є також росичка проміжна, коручка болотна, занесені до Чорвоної книги України. З лісів переважають соснові, березові та вільхові. Тут зареєстровано 11 видів сфагнових мохів.
З тварин водяться рідкісні (червонокнижні) види: лелека чорний, орлан-білохвіст, змієїд, пугач, журавель сірий, орел-карлик, кіт лісовий. Є бобри, ондатри, видри. На водоймах гніздяться водоплавні птахи. 
Скасування
Указом Президента України № 356/99 від 03.04.1999 р.заказник включений до Рівненського природного заповідника та припинив існування як самостійний об'єкт.